# Варварівська сільська рада (Синельниківський район)
| Варварівська сільська рада — колишній орган місцевого самоврядування у Синельниківському районі Дніпропетровської області з адміністративним центром у с. Варварівка. Сільській раді були підпорядковані населені пункти: - с. Варварівка - с. Андріївка - с. Грякувате - с. Дубо-Осокорівка - с. Зелене - с. Мар'ївське - с. Обоянівське - с. Олександропіль - с. Осокорівка - с. Попове |

## Склад ради
Рада складалася з 16 депутатів та голови.

## Керівний склад сільської ради
| ПІБ                     | Основні відомості                                                                      | Дата обрання | Дата звільнення |
| ----------------------- | -------------------------------------------------------------------------------------- | ------------ | --------------- |
| Думенко Галина Петрівна | Сільський голова, 1958 року народження, освіта, Всеукраїнське об'єднання «Батьківщина» | 26.03.2006   | 31.10.2010      |
| Думенко Галина Петрівна | Сільський голова, 1960 року народження, освіта середня загальна, член Партії регіонів  | 31.10.2010   |                 |

Примітка: таблиця складена за даними джерела